# Alcis nigroirrorata
Alcis nigroirrorata là một loài bướm đêm trong họ Geometridae.